# カルガリーダラーズ
カルガリーダラーズとは、カナダアルバータ州のカルガリー市で利用されている地域通貨。地元NPOアルーシャセンターにより1996年に創設された。地域づくりや地域の経済発展を目的としている。発行されている紙幣は1・5・10・25・50ドルで、すべてカナダドルと等価である。